# Pim Verbeek
Pim Verbeek, teljes nevén Peter Tim Dirk Verbeek (Rotterdam, 1956. március 12. – 2019. november 28.) holland labdarúgó, edző.

## Pályafutása

### Játékosként
Nem túl jelentős játékospályafutása során három holland klubban fordult meg. Karrierjét a Rodában kezdte, majd játszott a NAC Breda csapatában, végül a Sparta Rotterdamtól vonult vissza.

### Edzőként
Karrierje elején holland csapatoknál dolgozott. Első nagyobb klubja a VBV De Graafschap volt, majd ezt követően, 1989-ben már az egyik legsikeresebb holland klubot, a Feyenoordot irányíthatta két szezonon keresztül.
Két ciklusban is segédedzője volt a dél-koreai válogatottnak. Először Guus Hiddink segédje volt a 2000-es évek elején, majd Dick Advocaat munkáját segítette a 2006-os vb előtt és alatt. A két időszak között is több helyen dolgozott, volt edző Japánban, volt a Holland Antillák szövetségi kapitánya, de a Borussia Mönchengladbach stábjában is helyet kapott rövid ideig.
2006-ban ő lett a dél-koreai válogatott szövetségi kapitánya. A koreaiakkal harmadik lett a 2007-es Ázsia-kupa során, majd a torna után lemondott.
Már koreai munkája idején szóba hozták az ausztrál válogatottal, végül 2007-ben nevezték ki a „Socceroos” élére. Első meccsén 3–0-s győzelmet aratott Katar felett.
Ismert volt különösen rossz véleményéről az ausztrál bajnoksággal kapcsolatban. Több otthon játszó ausztrál futballista teljesítményét „reménytelen”-nek nevezte, valamint nyíltan kritizálta Jason Čulina döntését, amikor a PSV Eindhovenből hazaigazolt.
Verbeek irányítása alatt Ausztrália második országként kvalifikált a 2010-es vb-re Japán után. A világbajnokságon előfordult az is (a németek elleni 0–4 alkalmával), hogy a válogatott csatár nélkül állt ki a kezdő sípszó pillanatában. Emiatt komoly támadások érték, ugyanis olyan játékosok voltak az ausztrál keretben, mint Joshua Kennedy, Mark Bresciano vagy Harry Kewell. Ausztrália ezt követően döntetlent játszott Ghánával, valamint legyőzte Szerbiát, azonban hiába volt ugyanúgy négy pontja, mint Ghánának, a csoportból jobb gólkülönbségüknek köszönhetően végül az afrikaiak jutottak tovább. A vb után Verbeek lemondott.
2010 és 2014 között marokkói U23-as válogatottal dolgozott, ahol a legfőbb feladata az volt, hogy tehetségeket adjon a felnőttválogatottnak.
2016 és 2019 között az ománi válogatottat irányította. A 2019-es Ázsia-kupán a nyolcaddöntőig jutott a csapattal.